# European Digital Mathematics Library
La European Digital Mathematics Library, in sigla EuDML, è una iniziativa finalizzata a rendere utilizzabile in linea la letteratura matematica sotto forma di collezione digitale duratura sviluppata e manutenuta da una rete di istituzioni.
EuDML si concretizza in una base dati consultabile in linea.
Questa viene sostenuta dalla EuDML Initative, una associazione con personalità legale formata da una rete di università, di istituti di ricerca, case editrici, amministratori di basi dati scientifiche e fornitori di sistemi tecnologici impegnati nella produzione di informazioni di qualità per la matematica.   
La EuDML Initative è stata avviata nel febbraio 2014 dai seguenti 12 partners: 
- European Mathematical Society
- FIZ Karlsruhe – Leibniz Institut für Informationsinfrastruktur GmbH
- Interdisciplinary Centre for Mathematical and Computational Modelling, Università di Varsavia
- Université Grenoble Alpes
- University of Birmingham
- Institute of Mathematics and Informatics BAS, Sofia
- Institute of Mathematics CAS, Praha
- Ionian University, Corfu
- Società Italiana per la Matematica Applicata e Industriale
- Unione Matematica Italiana
- Niedersächsische Staats- und Universitätsbibliothek Göttingen
- Università Masaryk, Brno